# Matriu (tecnologia)

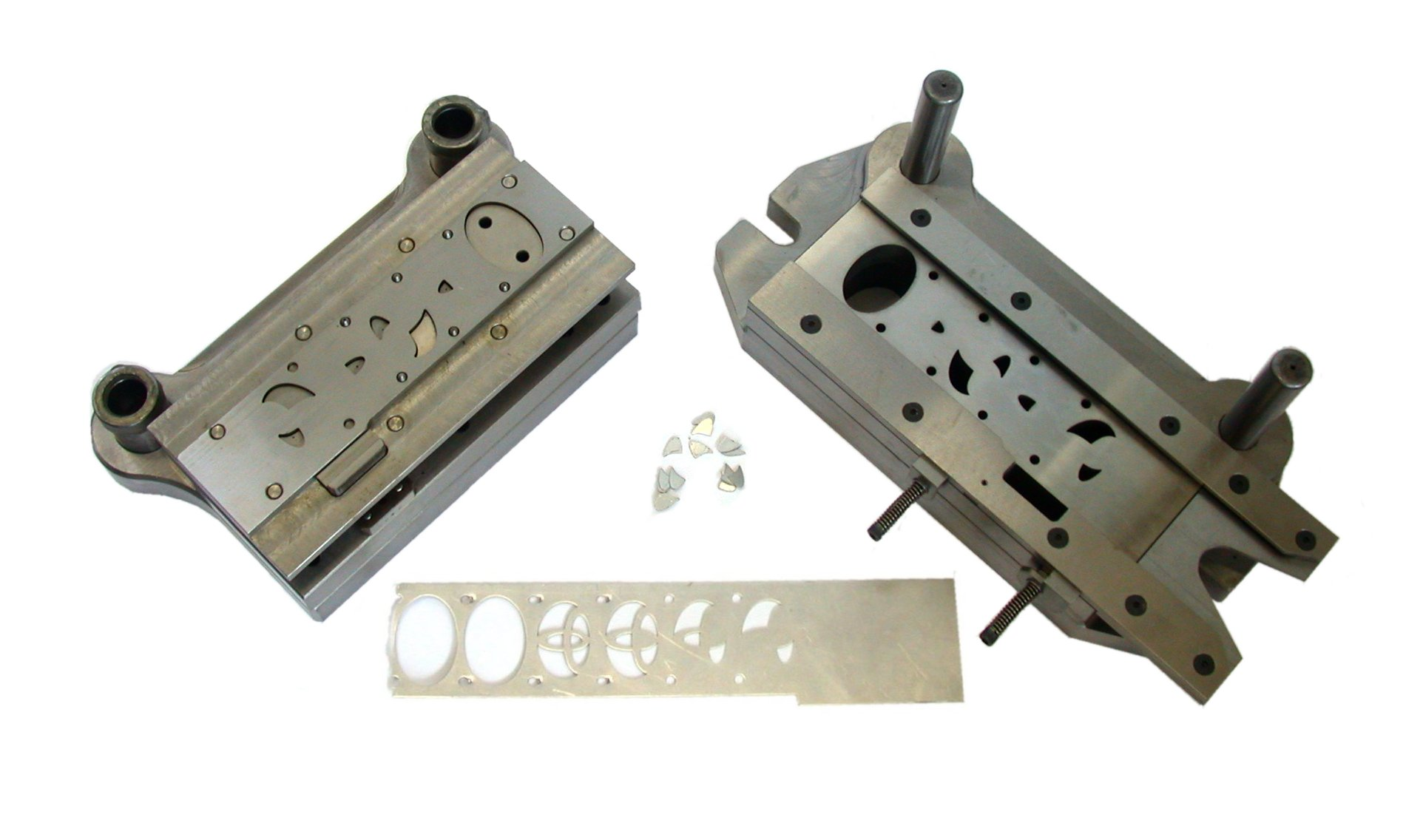
Matriu progressiva (oberta) usada per a conformar el logotip de Toyota.

En tecnologia, una 'matriu, o "encuny"' en arts gràfiques, és una eina especialitzada usada a certes indústries especialitzades per tallar o modelar materials, normalment mitjançant una premsa. Igual que els motlles, les matrius es personalitzen generalment per a l'element que es vol crear, es fabrica en un bloc de material, que representa la contra-imatge d'aquest element. Els productes fets amb matrius van des de clips de paper simples fins a peces complexes utilitzades en tecnologia avançada. En la majoria dels casos, a part de la matriu, es necessita una contra-matriu.

## Història
Amb l'ajuda d'un cop de martell, els artesans de bronze van esculpir els patrons en diversos objectes, com el segell de monedes. Tot i això, alguns investigadors creuen que l'ornamentació que es considera punxada es realitza primer en cera i després incrusta en l'objecte. S'han dut a terme perforacions per a la majoria dels ornaments d'objectes de bronze durant l'edat del bronze.
Els punxons de banya i posteriorment de coure també es van fer servir per a la fabricació d'objectes de pedra durant l'Edat de Pedra i l'Edat del Bronze.

## Camps d'aplicació
- Forja, per al forjat en calent o en fred de peces generalment d'acer, més o menys voluminoses. També es pot aplicar en processos mixts
- Estampació, per fabricar peces generals de làmina prima freda, de fulla metàl·lica (acer, alumini, coure, or, etc.). En el cas de l'estampació, la  'matriu'  sempre va acompanyada d'un punxó  que es pot materialitzar mitjançant una forma sòlida (el cas més general), o per l'acció d'un gas (com el cas d'emprar explosius).
- Metal·lúrgia basada en pólvores de metall, per a la compressió de la pólvora o per a les operacions que segueixen a la sinterització: perfilar o calibrar les parts sinteritzades.

## Matrius i Punxons
Ambdós es fabriquen amb un model (també anomenat placa model) que serveix de guia per produir la matriu en una màquina reproductora. Per a la tècnica avançada, la matriu i el punxó es produeixen directament a partir del dibuix digitalitzat en una màquina controlada numèricament.
== Matrius de trepanar == (encunys)
Hi ha dos tipus bàsics de matrius de trepanar:
Matriu de trepanar plana (encunyat pla). El seu perfil és pla i la base contra la qual actua és metàl·lica. El seu moviment és perpendicular a la planxa aconseguint així una gran precisió en el tall. S'utilitzen per tallar xapa i materials més suaus, com ara plàstics, fusta, suro, feltre, teles i cartró. La superfície de tall de la matriu es fa de tires d'acer endurit. Les matrius d'aparellament pot ser una peça plana de fusta dura o acer, una forma en relleu que coincideixi amb el perfil de la peça o pot tenir una ranura que coincideixi en la que la làmina d'acer nidifica.

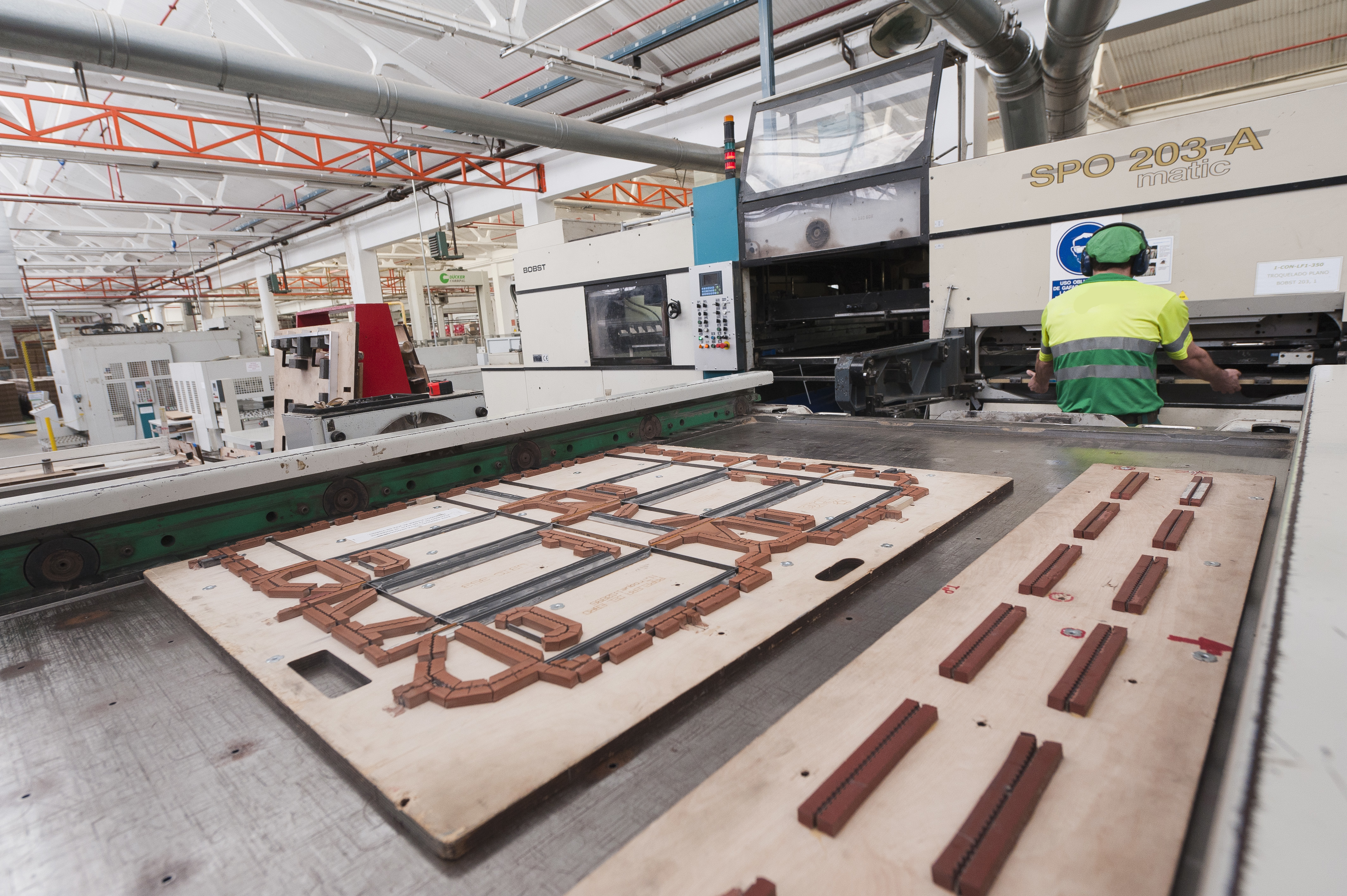
Preparació d'un encuny pla per introduir en una encunyadora automàtica

Unes tires de cautxú rodegen la regla d'acer per actuar com a placa de desemmotllament; la goma es comprimeix quan baixa la premsa i quan retrocedeix empeny la peça fora de la matriu. El principal avantatge de les matrius de làmina d'acer és el seu baix cost, en comparació amb les matrius sòlides; no obstant això, no són tan robustes com les matrius sòlides, per la qual cosa se solen utilitzar només per a tirades de curta producció
```
Matriu de trepanar rotativa (encunyat rotatiu).
 L'encuny és cilíndric i la base oposada està feta amb un material flexible. Al contrari que en l'encunyat pla, el moviment és continu i el registre de tall és de menor precisió.
[
3
]
 Això és degut al fet que la incidència de les fulles sobre la planxa es realitza de forma obliqua a aquesta. Els embalatges fabricats en rotatiu són, per tant, aquells que no presenten altes exigències estructurals com ara les wrap around o algunes safates. Pel seu moviment continu, l'encunyat rotatiu aconsegueix majors productivitats en la fabricació que el pla.
[
4
]
```

En la indústria del cartró corrugat s'utilitzen indistintament ambdós tipus d'encuny, si bé en la fabricació de "cartró fi" s'utilitza el pla per les seves majors necessitats de precisió. En la indústria del calçat, s'hi fa ús l'encuny pla, fet amb un fleix especial d'acer disposat perpendicularment a la pell que descansa sobre una superfície plana. El fleix està reforçat amb platines de ferro que mantenen la seva perpendicularitat.
El disseny de l'encuny ve definit per les necessitats de l'envasador podent conferir a la caixa les més variades formes. La seva fabricació és encara molt artesanal duent-se a terme sempre per encàrrec.

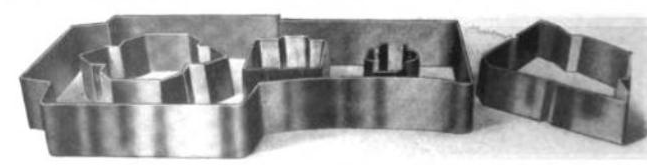
Matriu de cinta d'acer
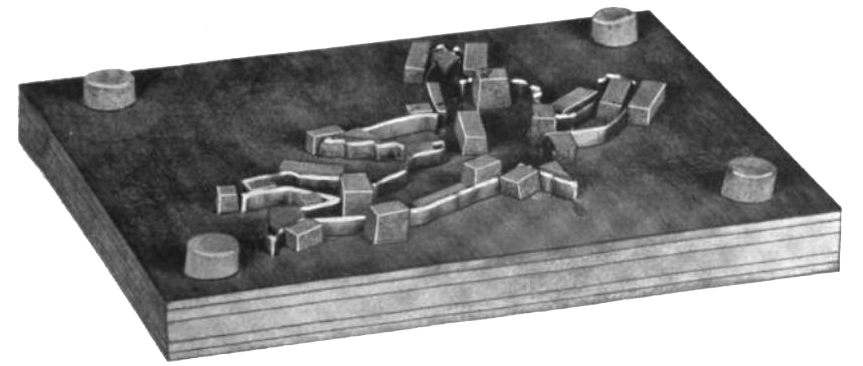
Matriu de cinta d'acer, amb tacs de goma (extractors)
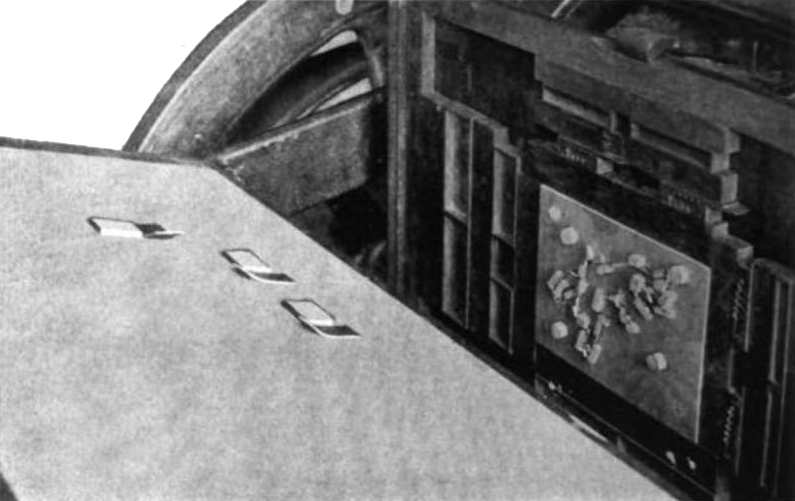
Matriu de cinta d'acer en una premsa